# Loch Tulla
Loch Tulla, schottisch-gälisch Loch Toilbhe, ist ein Süßwassersee in den schottischen Highlands. Er liegt in der Council Area Argyll and Bute, etwa drei Kilometer nördlich von Bridge of Orchy am Südrand von Rannoch Moor.

## Beschreibung
Der im äußersten Nordosten Argyll and Butes nahe den Grenzen zu Highland und Perth and Kinross gelegene Loch Tulla ist ungefähr 3,7 Kilometer lang und weist eine maximale Breite von 1,4 Kilometern auf. Auf einer Höhe von 162 Metern in den Highlands gelegen, umgeben Berge den See; hierunter der 945 Meter hohe Stob a’ Choire Odhair im Nordwesten und der 1004 Meter hohe Beinn an Dòthaidh im Südosten. Entlang seines Ostufers erschließt die A82 den See. Seine Ufer sind unbesiedelt. Nahe seines Westufers befand sich einst die Siedlung Druimliart, deren Reste denkmalgeschützt sind.
Zahlreiche Bäche münden in den Loch Tulla. Zu seinen Hauptzuflüssen zählen das am Ostufer einmündende Water of Tulla sowie der aus Loch Dochard abfließende Abhainn Shira, der am Westufer einmündet. Der Loch Tulla bedeckt eine Fläche von 264 Hektar und besitzt bei einer mittleren Tiefe von 11,6 Metern ein Seevolumen von rund 30,7 Mio. Kubikmetern. Seine maximale Tiefe beträgt 25,6 Meter. Das Seevolumen speist sich aus einem 144 Quadratkilometer bedeckenden Einzugsgebiet. Es umfasst vornehmlich Gras- (48 %) und Heideland (15 %), während Grundwasser rund 2 % des Zuflusses ausmacht. Vom Südufer des Loch Tulla fließt der Orchy, der über den Loch Awe und den Awe in den Loch Etive entwässert.
Nahe der Seemitte befindet sich ein Eilean Stalcair benannter Crannóg, eine künstliche, befestigte Insel. Sie weist einen Durchmesser von etwa 21 Metern auf und ragt 1,2 Meter über die Wasseroberfläche auf. Gebäudereste sind nicht erhalten. Möglicherweise handelt es sich um die 1432 erwähnte „Elanelochtollyff“ (Island Loch Tollyff).
Einige Uferpartien sind nach Aufforstungsprogrammen heute wieder mit Wald bewachsen. Über weite Strecken zeigt sich die Umgebung des Sees allerdings als Grasland. Loch Tulla ist ein Angelgebiet, in dem vor allem Lachse gefangen werden.